# Bruce Block
Bruce A. Block – amerykański producent filmowy, pisarz, a także konsultant obrazu z trzydziestoletnim doświadczeniem.
Block studiował na Lincoln College w Lincoln, Illinois, a później na Carnegie Mellon University w Pittsburgh, gdzie obronił tytuł magistra. Dyplom filmowy uzyskał na USC Film School, gdzie od 1977 prowadzi wykłady jako adiunkt. Block prowadzi też seminaria na temat wizualnych aspektów filmów dla uczelni USC, UCLA, AFI, a także dla firm Pixar, Disney, Dreamworks oraz dla programistów gier komputerowych. Poza Stanami Zjednoczonymi prowadzi wykłady w Irlandii, Anglii, Niemczech, Holandii, Australii i Kanadzie. W 2001 na podstawie swoich wykładów napisał książkę Opowiadanie obrazem. Tworzenie struktury wizualnej w filmie, tv i mediach cyfrowych.
Block w 1981 zaczął swą pracę jako konsultant przy filmach Irreconcilable Differences i Bachelor Party. Do innych produkcji, przy których pracował, należą: Lepiej być nie może, Stuart Malutki czy Alfie. Jako producent wyprodukował Lepiej późno niż później, Czego pragną kobiety, Ulubieńcy Ameryki, Nie wierzcie bliźniaczkom, Ojciec Panny Młodej I & II. Wyreżyserował również sztukę BIMBO, który napisał wraz z Heidi Boren. Premiera spektaklu miała miejsce w Lee Strasberg Theatre w Los Angeles. W latach 1979–2000 Block był prezesem firmy Matte Effects, która specjalizuje się produkcji specjalnych teł do efektów wizualnych do filmów, produkcji telewizyjnych i reklam.
W 2007 roku Block udzielił wywiadu na temat stylistyki obrazu, który został zamieszczony na wydanym z okazji czterdziestolecia premiery specjalnym wydaniu DVD filmu Absolwent. Jego komentarz jako historyka kina został również włączony do wydanej w 2008 kolekcjonerskiej edycji DVD filmu Garsoniera, którego reżyserem był Billy Wilder.